# Thrixspermum amplexicaule
Thrixspermum amplexicaule là một loài thực vật có hoa trong họ Lan. Loài này được (Blume) Rchb.f. miêu tả khoa học đầu tiên năm 1868.